# Béatrice Douvre
Béatrice Viénot de Vaublanc (ou Viennot de Vaublanc) plus connue sous son nom de plume de Béatrice Douvre, née le 22 avril 1967 à Neuilly-sur-Seine et morte le 19 juillet 1994 au Mans, est une poétesse, artiste et femme de lettres française.

## Biographie et postérité
Béatrice Marie Christiane Claude Douvre appartient à la famille Viénot de Vaublanc, famille anoblie en 1697. Par son père, elle est petite-fille du capitaine de vaisseau Roger Viénot de Vaublanc, qui s'est illustré lors de la perte de son navire, le torpilleur l'Orage bombardé par des avions allemands, en 1940, en organisant bien que blessé aux jambes l'évacuation de son navire, et elle est aussi arrière-arrière-arrière-arrière-petite-fille du militaire et révolutionnaire Jean-Baptiste Bernard Viénot de Vaublanc, lui même frère du ministre de l'Intérieur de Louis XVIII Vincent-Marie Viénot de Vaublanc. Par sa mère, elle est arrière-arrière-petite-fille du médecin Alfred Vulpian, codécouvreur de l'adrénaline.
Dès l'âge de treize ans, elle souffre d'anorexie mentale. Malgré sa maladie, elle parvient tout de même à mener des études universitaires de lettres à l'université Paris X-Nanterre. Elle réalise deux mémoires sous la direction de Gabrielle Althen : Anorexie et orexie dans l’œuvre d’Arthur Rimbaud en 1993, La Couleur dans l’œuvre poétique d’Yves Bonnefoy en 1994.
Grâce à l'aide de Gabrielle Althen avec laquelle elle se lie d'amitié, elle commence aussi à publier certains de ses poèmes à partir de 1991 dans des revues, d'abord dans  Polyphonies, puis dans Arpa, Friches, Possible imaginaire et Midi. Elle prend l'habitude de distribuer certains de ses textes sous forme de petits recueils inédits.
Béatrice Douvre était inscrite en thèse sur Pierre Jean Jouve, toujours sous la direction de cette enseignante, lorsqu'en juillet 1994, à seulement 27 ans, elle meurt brutalement d'épuisement (consécutif à sa maladie) dans un train.
Une association baptisée Les Amis de Béatrice Douvre et fondée par Pierre Maubé, Gabrielle Althen, Olivier Kachler, Jean-Yves Masson et Isabelle Raviolo est créée en 2005 pour mieux faire connaître son œuvre. La même année, Pierre Maubé lui consacre un dossier dans la revue Linea : « Béatrice Douvre, la passante du péril », titre inspiré d'une expression dont la poétesse aimait à se définir.
Le 24 avril 2007, à l’initiative d’Isabelle Raviolo et de Pierre Maubé, une soirée de lecture de certains de ses poèmes est organisée en son honneur à Paris, pour célébrer le quarantième anniversaire de sa naissance. Au cours de cette soirée, des poèmes tels que Les Navires de la terre, Le Temps pour œuvre ou Le Jet sont lus,.
En décembre 2007, la revue Terres de femmes publie ses poèmes l'Outrepassante et le Vin le soir.

## L’œuvre
Malgré sa courte vie, Béatrice Douvre a constitué une œuvre importante : en plus de ses nombreuses publications, on retrouve après sa mort plus de 300 poèmes écrits entre 1986 et 1994. Une première édition de son œuvre intitulée Poèmes, d'une cinquantaine de pages, paraît en 1998 aux éditions Arrière-Pays d'Auch préfacée par Gérard Bocholier. Une seconde édition, réunissant deux cents poèmes et plusieurs extraits du Journal de Belfort, journal poétique composé de fragments, un peu dans l'esprit des Feuillets d'Hypnos de René Char selon Jean-Yves Masson, parait en 2000 aux éditions Voix d'encre, rassemblée par Alain Blanc et préfacée par Philippe Jaccottet.
Son œuvre, qui selon Pierre Perrin de Chassagne « vise l’absolu, ainsi qu'à unir la vie, l’écriture et la mort », s'inspire d'Arthur Rimbaud, Rainer Maria Rilke, Paul Éluard, René Char, Paul Veyne, Yves Bonnefoy et Philippe Jaccottet.
Pour Jean-Yves Masson, « la langue était le corps qui lui manquait ».

## Témoignages
« Je me souviens […] de Béatrice Douvre […]  : c'était, on le devinait tout de suite, une sorte d'elfe diaphane, un être vibratile, trop frêle pour ce monde où les elfes ne peuvent prendre racine, mais seulement flotter à mi-distance entre terre et ciel. Flotter ainsi est quelquefois leur bonheur, mais sûrement aussi, leur damnation. Béatrice Douvre était un elfe douloureux, dont on ne pouvait qu'appréhender avec crainte le destin. »

— Philippe Jacottet, Œuvre poétique, peintures et dessins
Toute la poésie de Béatrice Douvre est marquée, soulevée  par ce tournoiement du visible et de l’invisible, de la tourmente et du silence, de la précision de l’image et de sa transparence. D’où l’oscillation permanente qui l’anime. On se croit du côté d’un paysage intérieur et c’est le monde qui affleure.
Cette poésie est miracle. Non l'arrogant miracle par lequel René Char désignait superbement son poème, mais un autre, moins fondé sur l'éclat que sur la découverte d'un manque, heureux peut-être, qui serait celui d'une absence de cloisons entre l'invisible et ce qui se laisse voir.|Gabrielle Althen

« Un mot me paraît éclairer l’œuvre de Béatrice Douvre : celui de ferveur […] Par ferveur j’entends, non pas on ne sait quelle extase contemplative, mais le sang au bord des lèvres, le cœur battant à se briser – il s’est brisé – d’une dévorante course vers un horizon sans cesse reculé, promis sans cesse. Ferveur comme une fièvre. Comme un déchirement et un appel. »

— Pierre Maubé

« Conjuguer la gravité et l'envol, la pesanteur et la grâce, c'est ce à quoi elle est parvenue, dans ceux de ses poèmes qui vont au bout de cette exigence. Ils brillent comme de purs diamants dont le secret demande à être longuement sondé. »

— Jean-Yves Masson, Linea

« Critique de Fureur et Mystère avant même qu’il parût en 1947, Georges Mounin a répété que les poèmes vraiment réussis dans une œuvre étaient rares ; la douzaine lui semblait une honnête moyenne. L’étonnant est que Béatrice Douvre (1967-1994) ait réalisé celle-ci avant l’âge de vingt-sept ans. »

— Pierre Perrin de Chassagne, La Nouvelle Revue française

« Ta voix solaire et lunaire, mystique, revêt « l’aile grave de nos pensées d’homme ». Toujours à la recherche de l’autre, du Tout Autre, elle nous invite au voyage. Et celui qui se laisse toucher par la profondeur de son message entend la traversée de la nuit comme une promesse, celle d’une aube nouvelle. Ta poésie est cette voix de l’autre rive, ce chant du « vert présage » terre d’accueil et de fécondité où l’amour devient possible. Dans « le brûlant de l’ombre », ta voix ne peut se perdre car elle chante un « bonheur plus fort que le monde » : voix nue, patiente et tourmentée, mais toujours voix éveillée, voix en devenir d’elle-même, tendue vers l’insaisissable lumière. »

— Isabelle Raviolo

« Le souffle de « cette évadée de l'immense » se pose toujours, ardent, comme une aile […] Sa voix est un ample chant d'amour, à genoux, aux éclats d'une infinie transparence... Elle nous donne à voir « Une à une les voiles / [qui] Se relèvent / Sur l'autre rêve là-bas ».
 Elle nous appelle... »

— Geneviève Deplatière, Dires d'elles

« Digne héritière de Rilke, parente de Bonnefoy, Douvre a bien affaire avec la grâce [...] Étoilés, pétris de la lumière de la nuit, les poèmes de Béatrice Douvre tentent d'aller vers la lumière... »

— Marc Blanchet, Le Matricule des anges

« Tout entière vouée à l’exercice incandescent du poème [...] Météore avide d'absolu, brûlée d'une cécité lucide, elle incarne à sa manière la poésie [...] »

— Alain Blanc

## Œuvres
- Béatrice Douvre, Poèmes, préface de Gérard Bocholier, éd. de L'Arrière-Pays, Auch, 1998  (ISBN 2-910779165) (posthume)
- Béatrice Douvre, Œuvre poétique, peintures et dessins, préface de Philippe Jaccottet, éd. Voix d’encre, Montélimar, 2000, 232 p.  (ISBN 2-910957-46-2) (posthume)
- Béatrice Douvre, Journal de Belfort, éd. de La Coopérative, Paris, 2019  (ISBN 979-10-95066-29-3) (posthume)